# 由利本荘市

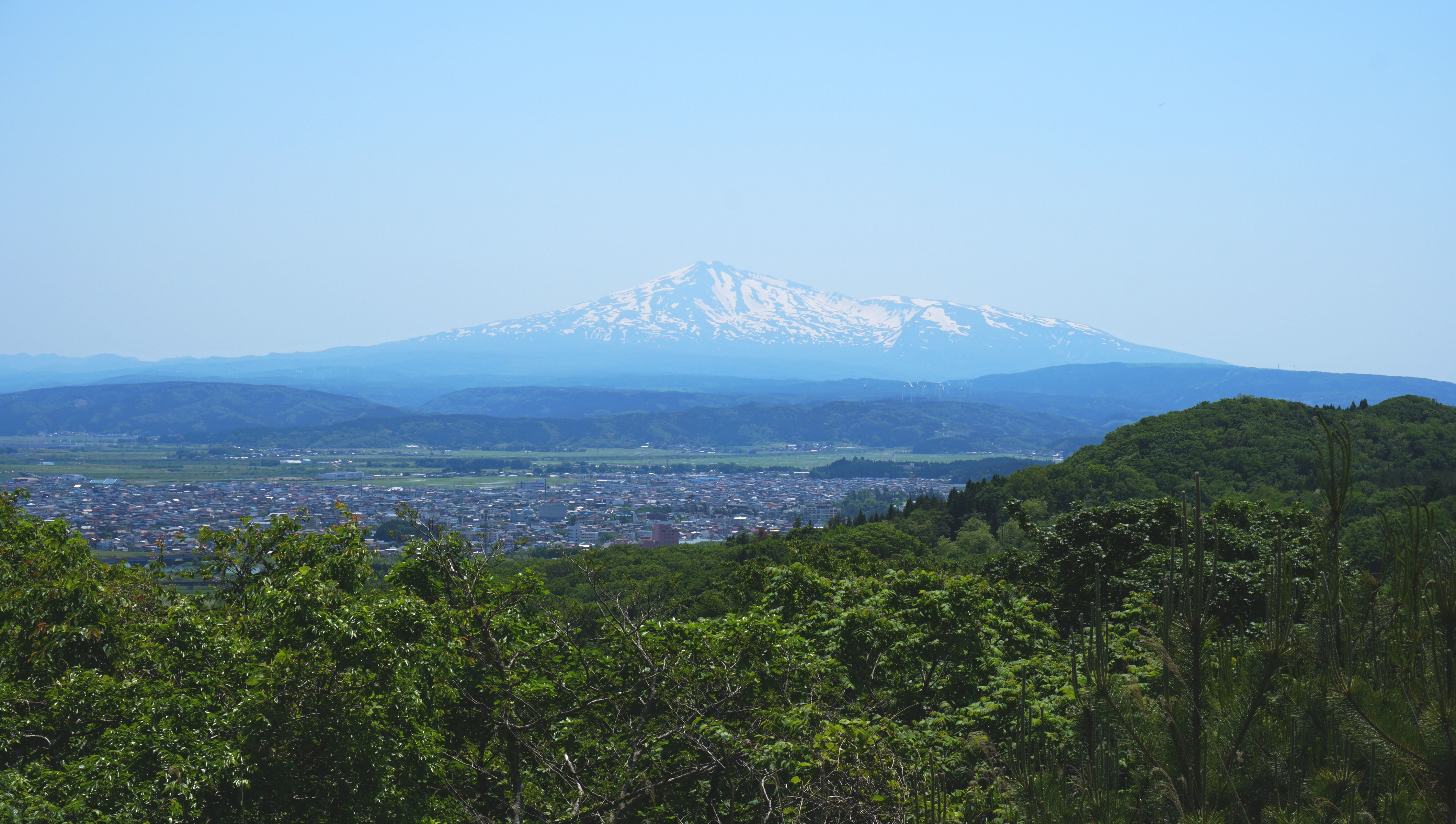
三望苑から望む鳥海山と由利本荘市街

由利本荘市（ゆりほんじょうし）は、秋田県の南西部にある市。2005年（平成17年）3月に本荘市、由利郡矢島町、岩城町、由利町、西目町、鳥海町、東由利町、大内町が合併し誕生した。

## 地理
日本海に面した市で、子吉川の河口から3kmほど遡った、子吉川の南側を中心に市街地が広がる。また子吉川の河口には本荘マリーナ海水浴場があり、海岸沿いに酒田街道（現在の国道7号に相当）が南北へ伸びている。市域の中央部は丘陵地（笹森丘陵）となっており、本荘街道、矢島街道（それぞれ国道107号、108号に相当する）が内陸部に通じる。
秋田県内最大面積の市町村で県の10分の1を占め、神奈川県の半分に相当する。由利本荘地域の面積が広大なため、天気予報も『由利本荘沿岸』『由利本荘内陸』と分けて行われている。
- 山 : 笹森丘陵（笹森山）、鳥海山、八塩山、丁岳、甑山
- 河川 : 子吉川、君ヶ野川、笹子川、石沢川、芋川、衣川
- 湖沼 : 大谷地池

### 隣接している自治体
- 秋田県
  - 秋田市
  - 大仙市
  - 湯沢市
  - 横手市
  - にかほ市
  - 雄勝郡：羽後町
- 山形県
  - 酒田市
  - 飽海郡：遊佐町
  - 最上郡：真室川町

## 気候
由利本荘市は日本海沿岸から鳥海山まで広がっているが、内陸・鳥海山に近い地域ほど豪雪地帯となる。
沿岸の本荘は積雪量が少ないが、1998年11月19日に93cmの積雪を記録したことがある。
| 本荘（1991年 - 2020年）の気候      | 本荘（1991年 - 2020年）の気候 | 本荘（1991年 - 2020年）の気候 | 本荘（1991年 - 2020年）の気候 | 本荘（1991年 - 2020年）の気候 | 本荘（1991年 - 2020年）の気候 | 本荘（1991年 - 2020年）の気候 | 本荘（1991年 - 2020年）の気候 | 本荘（1991年 - 2020年）の気候 | 本荘（1991年 - 2020年）の気候 | 本荘（1991年 - 2020年）の気候 | 本荘（1991年 - 2020年）の気候 | 本荘（1991年 - 2020年）の気候 | 本荘（1991年 - 2020年）の気候 |
| 月                                 | 1月                           | 2月                           | 3月                           | 4月                           | 5月                           | 6月                           | 7月                           | 8月                           | 9月                           | 10月                          | 11月                          | 12月                          | 年                            |
| ---------------------------------- | ----------------------------- | ----------------------------- | ----------------------------- | ----------------------------- | ----------------------------- | ----------------------------- | ----------------------------- | ----------------------------- | ----------------------------- | ----------------------------- | ----------------------------- | ----------------------------- | ----------------------------- |
| 最高気温記録 °C （°F）             | 14.0 (57.2)                   | 20.6 (69.1)                   | 23.2 (73.8)                   | 29.4 (84.9)                   | 31.5 (88.7)                   | 32.9 (91.2)                   | 36.7 (98.1)                   | 37.8 (100)                    | 35.6 (96.1)                   | 31.8 (89.2)                   | 26.0 (78.8)                   | 18.6 (65.5)                   | 37.8 (100)                    |
| 平均最高気温 °C （°F）             | 3.8 (38.8)                    | 4.6 (40.3)                    | 8.3 (46.9)                    | 14.5 (58.1)                   | 20.0 (68)                     | 23.8 (74.8)                   | 27.3 (81.1)                   | 29.2 (84.6)                   | 25.4 (77.7)                   | 19.4 (66.9)                   | 13.0 (55.4)                   | 6.8 (44.2)                    | 16.4 (61.5)                   |
| 日平均気温 °C （°F）               | 1.0 (33.8)                    | 1.2 (34.2)                    | 4.2 (39.6)                    | 9.4 (48.9)                    | 15.0 (59)                     | 19.3 (66.7)                   | 23.1 (73.6)                   | 24.5 (76.1)                   | 20.4 (68.7)                   | 14.4 (57.9)                   | 8.5 (47.3)                    | 3.4 (38.1)                    | 12.0 (53.6)                   |
| 平均最低気温 °C （°F）             | −1.9 (28.6)                   | −2.1 (28.2)                   | 0.1 (32.2)                    | 4.2 (39.6)                    | 10.3 (50.5)                   | 15.3 (59.5)                   | 19.6 (67.3)                   | 20.6 (69.1)                   | 16.2 (61.2)                   | 9.8 (49.6)                    | 4.3 (39.7)                    | 0.3 (32.5)                    | 8.1 (46.6)                    |
| 最低気温記録 °C （°F）             | −11.8 (10.8)                  | −14.9 (5.2)                   | −9.3 (15.3)                   | −5.4 (22.3)                   | 0.3 (32.5)                    | 6.1 (43)                      | 11.4 (52.5)                   | 11.1 (52)                     | 6.1 (43)                      | 0.8 (33.4)                    | −8.7 (16.3)                   | −9.9 (14.2)                   | −14.9 (5.2)                   |
| 降水量 mm （inch）                 | 153.7 (6.051)                 | 106.5 (4.193)                 | 105.0 (4.134)                 | 101.6 (4)                     | 112.6 (4.433)                 | 119.7 (4.713)                 | 190.2 (7.488)                 | 202.4 (7.969)                 | 180.4 (7.102)                 | 189.9 (7.476)                 | 217.0 (8.543)                 | 190.1 (7.484)                 | 1,838.7 (72.39)               |
| 降雪量 cm （inch）                 | 125 (49.2)                    | 99 (39)                       | 22 (8.7)                      | 0 (0)                         | 0 (0)                         | 0 (0)                         | 0 (0)                         | 0 (0)                         | 0 (0)                         | 0 (0)                         | 10 (3.9)                      | 62 (24.4)                     | 315 (124)                     |
| 平均降水日数 （≥1.0 mm）           | 23.2                          | 19.3                          | 17.2                          | 12.5                          | 11.8                          | 10.6                          | 12.8                          | 11.5                          | 13.3                          | 16.1                          | 19.4                          | 23.6                          | 191.5                         |
| 平均月間日照時間                   | 29.2                          | 53.4                          | 118.4                         | 178.6                         | 196.5                         | 179.4                         | 154.7                         | 200.0                         | 161.8                         | 138.5                         | 82.2                          | 40.0                          | 1,532.8                       |
| 出典1：Japan Meteorological Agency |                               |                               |                               |                               |                               |                               |                               |                               |                               |                               |                               |                               |                               |
| 出典2：気象庁                      |                               |                               |                               |                               |                               |                               |                               |                               |                               |                               |                               |                               |                               |

| 矢島（1991年 - 2020年）の気候      | 矢島（1991年 - 2020年）の気候 | 矢島（1991年 - 2020年）の気候 | 矢島（1991年 - 2020年）の気候 | 矢島（1991年 - 2020年）の気候 | 矢島（1991年 - 2020年）の気候 | 矢島（1991年 - 2020年）の気候 | 矢島（1991年 - 2020年）の気候 | 矢島（1991年 - 2020年）の気候 | 矢島（1991年 - 2020年）の気候 | 矢島（1991年 - 2020年）の気候 | 矢島（1991年 - 2020年）の気候 | 矢島（1991年 - 2020年）の気候 | 矢島（1991年 - 2020年）の気候 |
| 月                                 | 1月                           | 2月                           | 3月                           | 4月                           | 5月                           | 6月                           | 7月                           | 8月                           | 9月                           | 10月                          | 11月                          | 12月                          | 年                            |
| ---------------------------------- | ----------------------------- | ----------------------------- | ----------------------------- | ----------------------------- | ----------------------------- | ----------------------------- | ----------------------------- | ----------------------------- | ----------------------------- | ----------------------------- | ----------------------------- | ----------------------------- | ----------------------------- |
| 最高気温記録 °C （°F）             | 14.1 (57.4)                   | 18.5 (65.3)                   | 22.8 (73)                     | 30.0 (86)                     | 32.5 (90.5)                   | 34.1 (93.4)                   | 37.7 (99.9)                   | 37.4 (99.3)                   | 34.6 (94.3)                   | 31.5 (88.7)                   | 25.4 (77.7)                   | 19.9 (67.8)                   | 37.7 (99.9)                   |
| 平均最高気温 °C （°F）             | 2.8 (37)                      | 3.8 (38.8)                    | 7.8 (46)                      | 14.9 (58.8)                   | 21.0 (69.8)                   | 24.7 (76.5)                   | 28.1 (82.6)                   | 29.6 (85.3)                   | 25.3 (77.5)                   | 19.1 (66.4)                   | 12.4 (54.3)                   | 5.6 (42.1)                    | 16.3 (61.3)                   |
| 日平均気温 °C （°F）               | −0.2 (31.6)                   | 0.1 (32.2)                    | 3.0 (37.4)                    | 8.9 (48)                      | 15.0 (59)                     | 19.3 (66.7)                   | 23.1 (73.6)                   | 24.2 (75.6)                   | 19.9 (67.8)                   | 13.5 (56.3)                   | 7.4 (45.3)                    | 2.1 (35.8)                    | 11.4 (52.5)                   |
| 平均最低気温 °C （°F）             | −3.2 (26.2)                   | −3.4 (25.9)                   | −1.2 (29.8)                   | 3.1 (37.6)                    | 9.3 (48.7)                    | 14.5 (58.1)                   | 19.0 (66.2)                   | 19.8 (67.6)                   | 15.4 (59.7)                   | 8.7 (47.7)                    | 3.1 (37.6)                    | −0.8 (30.6)                   | 7.0 (44.6)                    |
| 最低気温記録 °C （°F）             | −13.1 (8.4)                   | −13.9 (7)                     | −12.6 (9.3)                   | −4.1 (24.6)                   | −0.5 (31.1)                   | 5.0 (41)                      | 10.4 (50.7)                   | 11.1 (52)                     | 4.9 (40.8)                    | −0.1 (31.8)                   | −7.2 (19)                     | −11.1 (12)                    | −13.9 (7)                     |
| 降水量 mm （inch）                 | 234.5 (9.232)                 | 158.6 (6.244)                 | 142.8 (5.622)                 | 113.5 (4.469)                 | 109.2 (4.299)                 | 127.5 (5.02)                  | 196.8 (7.748)                 | 191.5 (7.539)                 | 179.0 (7.047)                 | 217.0 (8.543)                 | 287.0 (11.299)                | 293.5 (11.555)                | 2,250.8 (88.614)              |
| 降雪量 cm （inch）                 | 225 (88.6)                    | 166 (65.4)                    | 87 (34.3)                     | 4 (1.6)                       | 0 (0)                         | 0 (0)                         | 0 (0)                         | 0 (0)                         | 0 (0)                         | 0 (0)                         | 15 (5.9)                      | 135 (53.1)                    | 625 (246.1)                   |
| 平均降水日数 （≥1.0 mm）           | 25.5                          | 21.2                          | 19.1                          | 13.4                          | 11.6                          | 10.6                          | 13.4                          | 12.6                          | 13.8                          | 16.0                          | 20.5                          | 25.3                          | 202.9                         |
| 平均月間日照時間                   | 27.7                          | 51.0                          | 104.1                         | 172.5                         | 203.3                         | 181.8                         | 154.0                         | 188.8                         | 147.0                         | 127.8                         | 82.5                          | 36.9                          | 1,470.3                       |
| 出典1：Japan Meteorological Agency |                               |                               |                               |                               |                               |                               |                               |                               |                               |                               |                               |                               |                               |
| 出典2：気象庁                      |                               |                               |                               |                               |                               |                               |                               |                               |                               |                               |                               |                               |                               |

| 東由利（1991年 - 2020年）の気候    | 東由利（1991年 - 2020年）の気候 | 東由利（1991年 - 2020年）の気候 | 東由利（1991年 - 2020年）の気候 | 東由利（1991年 - 2020年）の気候 | 東由利（1991年 - 2020年）の気候 | 東由利（1991年 - 2020年）の気候 | 東由利（1991年 - 2020年）の気候 | 東由利（1991年 - 2020年）の気候 | 東由利（1991年 - 2020年）の気候 | 東由利（1991年 - 2020年）の気候 | 東由利（1991年 - 2020年）の気候 | 東由利（1991年 - 2020年）の気候 | 東由利（1991年 - 2020年）の気候 |
| 月                                 | 1月                             | 2月                             | 3月                             | 4月                             | 5月                             | 6月                             | 7月                             | 8月                             | 9月                             | 10月                            | 11月                            | 12月                            | 年                              |
| ---------------------------------- | ------------------------------- | ------------------------------- | ------------------------------- | ------------------------------- | ------------------------------- | ------------------------------- | ------------------------------- | ------------------------------- | ------------------------------- | ------------------------------- | ------------------------------- | ------------------------------- | ------------------------------- |
| 最高気温記録 °C （°F）             | 12.5 (54.5)                     | 18.8 (65.8)                     | 21.1 (70)                       | 30.9 (87.6)                     | 32.8 (91)                       | 33.9 (93)                       | 38.0 (100.4)                    | 37.1 (98.8)                     | 35.5 (95.9)                     | 30.1 (86.2)                     | 25.5 (77.9)                     | 17.4 (63.3)                     | 38.0 (100.4)                    |
| 平均最高気温 °C （°F）             | 2.1 (35.8)                      | 3.2 (37.8)                      | 7.1 (44.8)                      | 14.7 (58.5)                     | 21.0 (69.8)                     | 24.8 (76.6)                     | 28.0 (82.4)                     | 29.7 (85.5)                     | 25.5 (77.9)                     | 19.0 (66.2)                     | 12.0 (53.6)                     | 4.9 (40.8)                      | 16.0 (60.8)                     |
| 日平均気温 °C （°F）               | −1.1 (30)                       | −0.8 (30.6)                     | 2.0 (35.6)                      | 8.1 (46.6)                      | 14.5 (58.1)                     | 19.0 (66.2)                     | 22.9 (73.2)                     | 24.0 (75.2)                     | 19.5 (67.1)                     | 12.8 (55)                       | 6.6 (43.9)                      | 1.2 (34.2)                      | 10.7 (51.3)                     |
| 平均最低気温 °C （°F）             | −4.7 (23.5)                     | −5.0 (23)                       | −2.7 (27.1)                     | 2.0 (35.6)                      | 8.5 (47.3)                      | 14.1 (57.4)                     | 18.7 (65.7)                     | 19.5 (67.1)                     | 14.7 (58.5)                     | 7.6 (45.7)                      | 1.9 (35.4)                      | −2.0 (28.4)                     | 6.1 (43)                        |
| 最低気温記録 °C （°F）             | −17.7 (0.1)                     | −19.6 (−3.3)                    | −17.8 (0)                       | −10.8 (12.6)                    | −2.1 (28.2)                     | 4.4 (39.9)                      | 8.9 (48)                        | 9.0 (48.2)                      | 2.9 (37.2)                      | −1.7 (28.9)                     | −9.9 (14.2)                     | −14.4 (6.1)                     | −19.6 (−3.3)                    |
| 降水量 mm （inch）                 | 255.7 (10.067)                  | 167.7 (6.602)                   | 131.5 (5.177)                   | 106.5 (4.193)                   | 113.7 (4.476)                   | 127.6 (5.024)                   | 196.5 (7.736)                   | 193.7 (7.626)                   | 167.1 (6.579)                   | 192.4 (7.575)                   | 242.2 (9.535)                   | 268.3 (10.563)                  | 2,162.9 (85.154)                |
| 平均降水日数 （≥1.0 mm）           | 25.9                            | 21.9                            | 19.1                            | 13.5                            | 12.3                            | 11.0                            | 13.8                            | 12.3                            | 13.4                            | 16.2                            | 20.1                            | 25.0                            | 204.4                           |
| 平均月間日照時間                   | 28.6                            | 45.7                            | 101.9                           | 167.1                           | 194.1                           | 178.1                           | 150.7                           | 187.3                           | 149.9                           | 133.6                           | 84.0                            | 40.0                            | 1,461.1                         |
| 出典1：Japan Meteorological Agency |                                 |                                 |                                 |                                 |                                 |                                 |                                 |                                 |                                 |                                 |                                 |                                 |                                 |
| 出典2：気象庁                      |                                 |                                 |                                 |                                 |                                 |                                 |                                 |                                 |                                 |                                 |                                 |                                 |                                 |

## 歴史
由利本荘市中心部（旧・本荘市）は、出羽国が設置された8世紀から、交通の要衝飽海郡由理郷として栄え、子吉川河口付近には、出羽国府の出先機関である「由理柵（ゆりのさく・ゆりのき）」が置かれた。
源頼朝による奥州合戦ののちは由利氏が本領を安堵されていたが、和田合戦を期に大井氏が地頭として入部し、大井氏の霜月騒動連座による失脚後は北条氏が地頭となり小早川氏が地頭代となったと考えられている。軍記物には応仁の乱のころに、信濃国佐久地方から由利十二頭が配置されたとされており、以後彼らが地頭として由利地域に割拠した。
関ヶ原の戦いのあと、由利地域は、最上氏が治めることになり、その家臣・楯岡満茂が慶長18年（1613年）ころ、現在の由利本荘市尾崎に本城城を築いたことによって、本格的な城下町としての機能を持つようになった。滿茂は居城に合わせて名字を本城氏に改めたが、元和8年（1622年）最上氏の改易によって退去した。
その後1年間宇都宮城主本多正純が減転封されたが、この間に城は取り壊された。
元和9年（1623年）、本城城には常陸国から六郷氏が入部し本荘城に改名、2万石の大名として本荘藩を立藩。また、亀田には、岩城氏が亀田城を築き、2万石の亀田藩となった。さらに、矢島には、讃岐国高松藩の藩主だった生駒氏が生駒騒動により、1万石で移封され、ここに、由利地域は、本荘・亀田・矢島の3藩による統治が行われることとなった。
慶応4年（1868年）、戊辰戦争が始まり、本荘・亀田・矢島の3藩は、奥羽越列藩同盟に参加。しかし、朝廷側から、幕府軍である鶴岡藩の征討を命じられ、由利地域は、3藩と鶴岡藩との壮絶な戦いの場となり、やがて、敗色が濃厚となった3藩の城下は、焼け野原と化した。

### 年表
- 1869年（明治2年）6月 - 版籍奉還により、本荘藩主・六郷政鑑、亀田藩主・岩城隆邦、矢島藩主・生駒親敬は藩知事となる。
- 1871年（明治4年）7月14日 - 廃藩置県が布告され、本荘県、亀田県、矢島県が誕生する（同年11月に秋田県へ統合）。
- 1889年（明治22年）4月1日 - 町村制が施行され、本荘城下28町と出戸町村、石脇村の区域を以って由利郡本荘町が発足する。
- 1902年（明治35年）5月16日 - 本荘町桜小路に秋田県立本荘中学校が開校する。
- 1922年（大正11年）6月30日 - 羽越本線の羽後本荘駅が開業する。
- 1947年（昭和22年）8月1日 - 集中豪雨による被害が発生。同月15日、昭和天皇の戦後巡幸があり、昭和天皇が水害に遭った本荘町および周辺町村の首長に「お言葉」をかけた[5]。
- 1954年（昭和29年）3月31日 - 本荘町が子吉村・小友村・石沢村・南内越村・北内越村・松ヶ崎村を編入し、市制施行して本荘市となる。
- 2005年（平成17年）
  - 3月22日 - 本荘市と由利郡矢島町・岩城町・由利町・西目町・鳥海町・東由利町・大内町が合併し、由利本荘市が発足。
  - 4月1日 - 市内の本荘警察署と矢島警察署が統合し、由利本荘警察署を開設。矢島警察署を矢島幹部交番に改編。
  - 6月 - 大仙市の暫定議員数が126名と下回り、市町村議会では日本一の議員数になる。質問者は41名で1人の持ち時間が40分。質問（質疑）時間は約27時間20分と異例の議会となる。
- 2011年（平成23年）
  - 6月24日 - 集中豪雨により子吉川、石沢川の水位が上昇。堤防の決壊や越水などによる氾濫が発生して農地が浸水[6]。
  - 12月19日 - 複合文化施設由利本荘市文化交流館 カダーレが開館。由利本荘市文化会館と由利本荘市立図書館が移転。
- 2013年（平成25年）
  - 1月29日 - 子吉川に掛かる由利橋の架け替え工事が完成。新橋は斜張橋となり、公募により主塔には「由利タワー」の愛称が名付けられる。
  - 4月6日 - 市営水林球場（本荘由利総合運動公園野球場）がリニューアルオープン。
  - 11月21日 - 矢島地区の市道復旧工事現場で土砂崩れが発生し、5人が死亡する事故が起こる。
- 2015年（平成27年）3月19日 - 由利本荘市文化会館・由利本荘市立図書館跡地に建設された由利本荘市消防本部の新庁舎が竣工、同3月24日より業務を開始する。
- 2018年（平成30年）5月 - TDKが本荘工業団地に建設した新工場へ社員の移動が完了。本格稼働となる。
- 2024年（令和6年）7月25日 - 集中豪雨により子吉川の水位が上昇。複数箇所で越水による氾濫が発生した[7]。
- 2025年（令和7年）10月11日 - 誕生20周年記念式典挙行（於カダーレ、予定）[8]

## 行政

### 市長
- 湊貴信（2021年4月17日就任、1期目）

| 代 | 氏名     | 就任年月日    | 退任年月日    | 備考         |
| -- | -------- | ------------- | ------------- | ------------ |
| 1  | 柳田弘   | 2005年4月17日 | 2009年4月16日 | 旧・本荘市長 |
| 2  | 長谷部誠 | 2009年4月17日 | 2021年4月16日 |              |
| 3  | 湊貴信   | 2021年4月17日 | 現職          |              |

## 議会

### 県議会
- 定数：3人
- 選挙区：由利本荘市選挙区

| 議員名   | 会派名     | 備考 |
| -------- | ---------- | ---- |
| 加藤鉱一 | 自由民主党 |      |
| 三浦英一 | みらい     |      |
| 小野一彦 | 自由民主党 |      |

### 衆議院
- 選挙区：秋田3区

## 施設

### 庁舎
- 由利本荘市役所
  - 本荘総合支所（本荘地区）
  - 矢島総合支所（矢島地区）
  - 岩城総合支所（岩城地区）
  - 西目総合支所（西目地区）
  - 由利総合支所（由利地区）
  - 東由利総合支所（東由利地区）
  - 鳥海総合支所（鳥海地区）
  - 大内総合支所（大内地区）

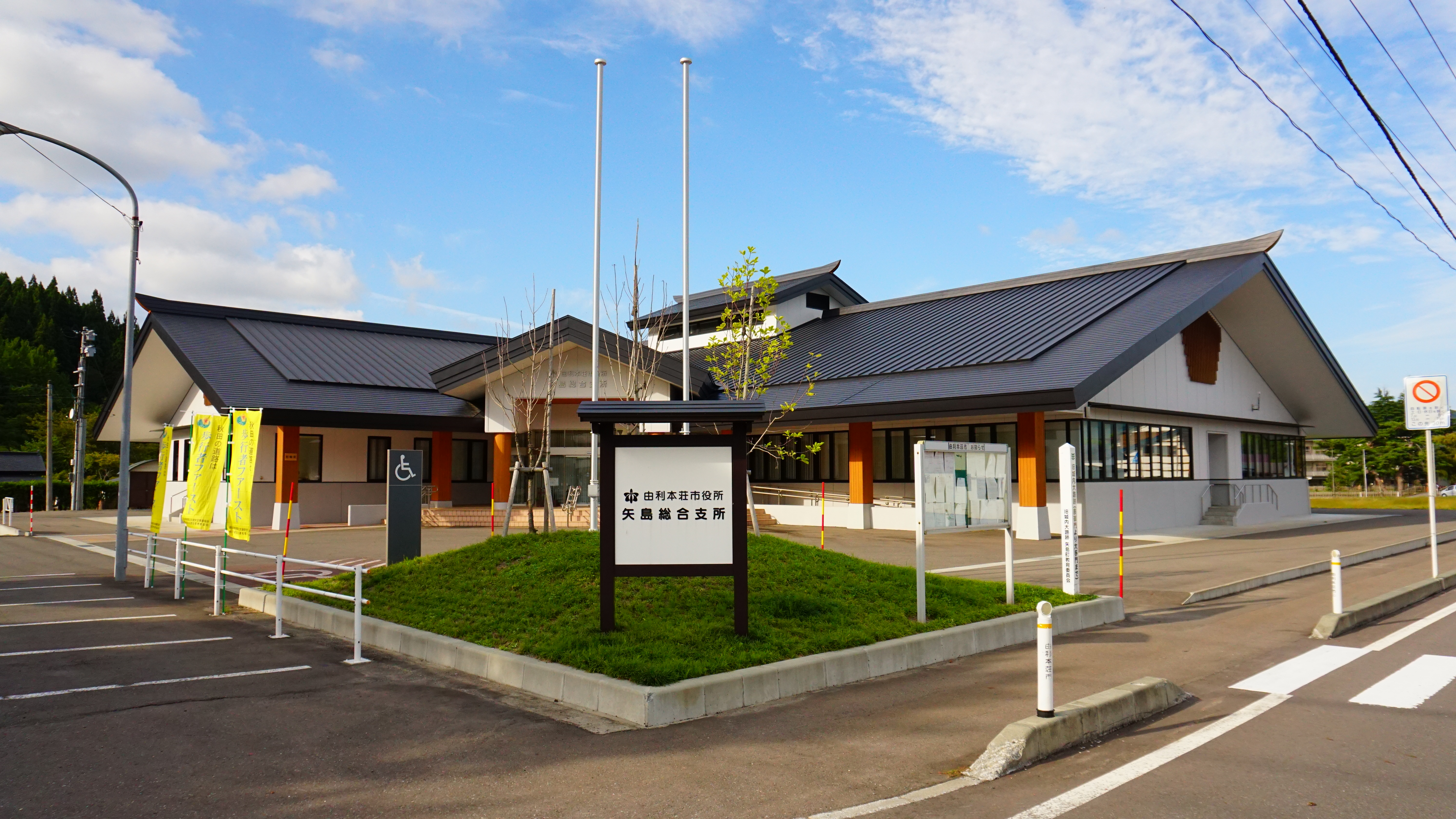
矢島総合支所
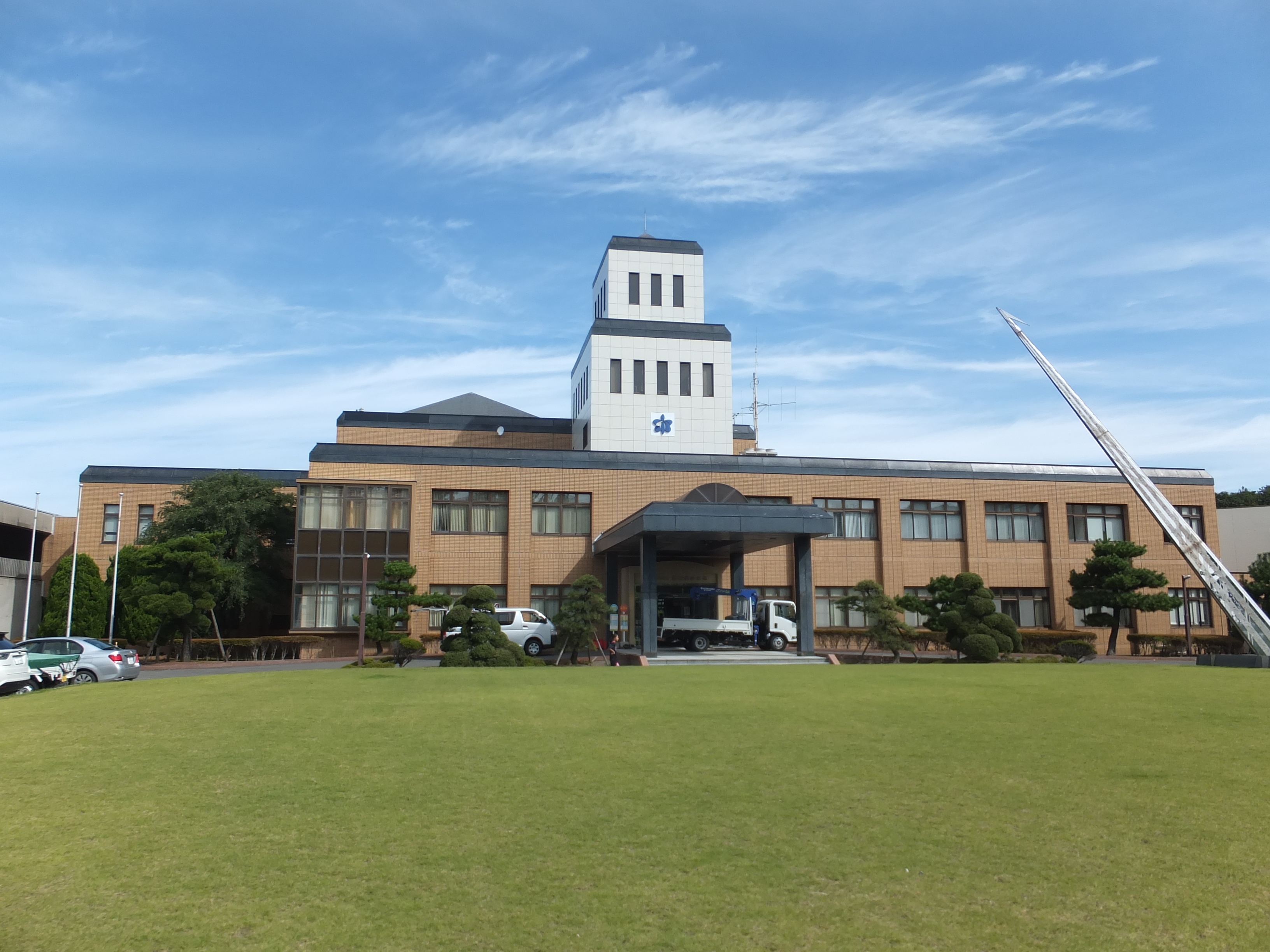
岩城総合支所（旧岩城町役場）
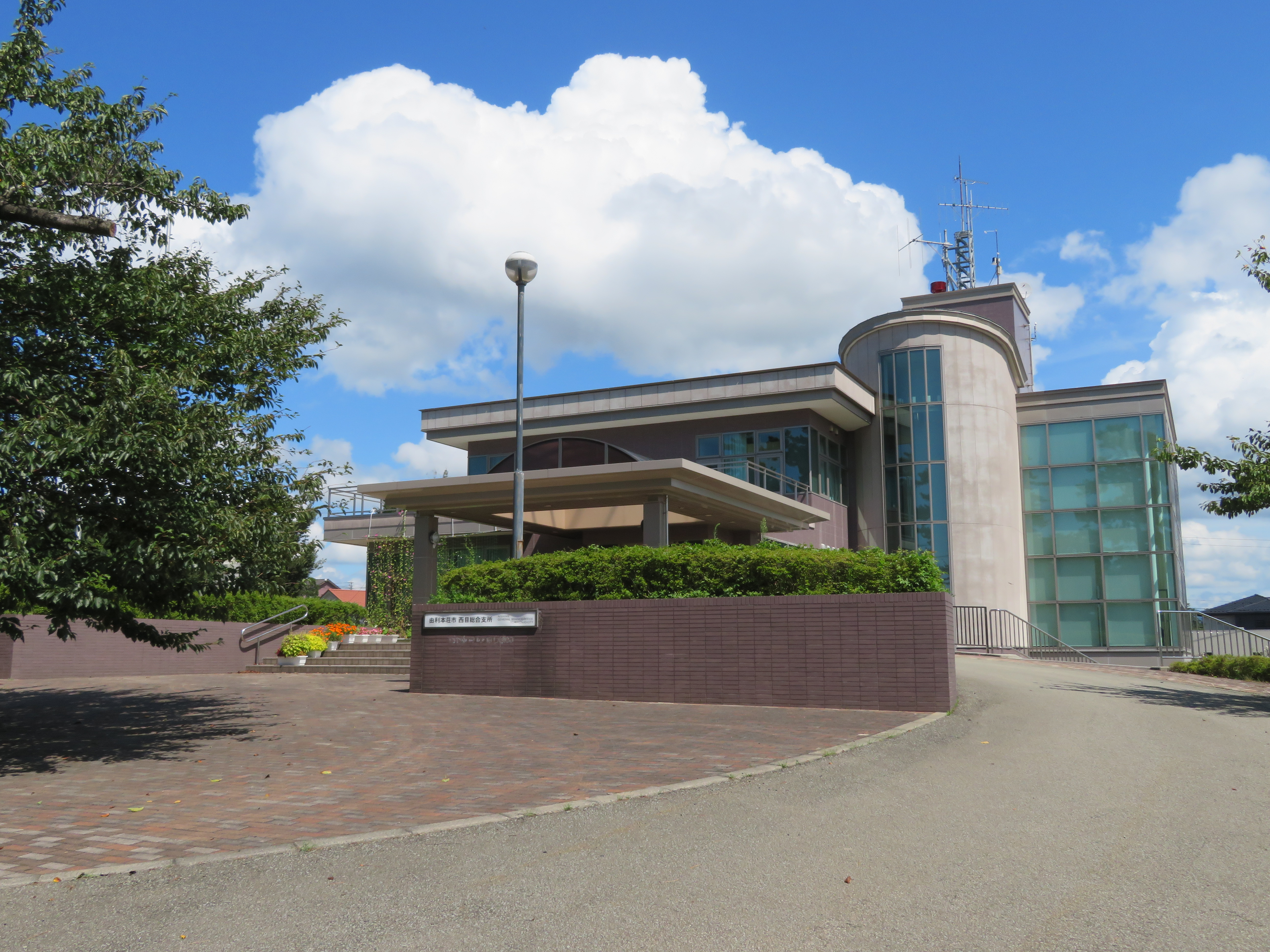
西目総合支所（旧西目町役場）
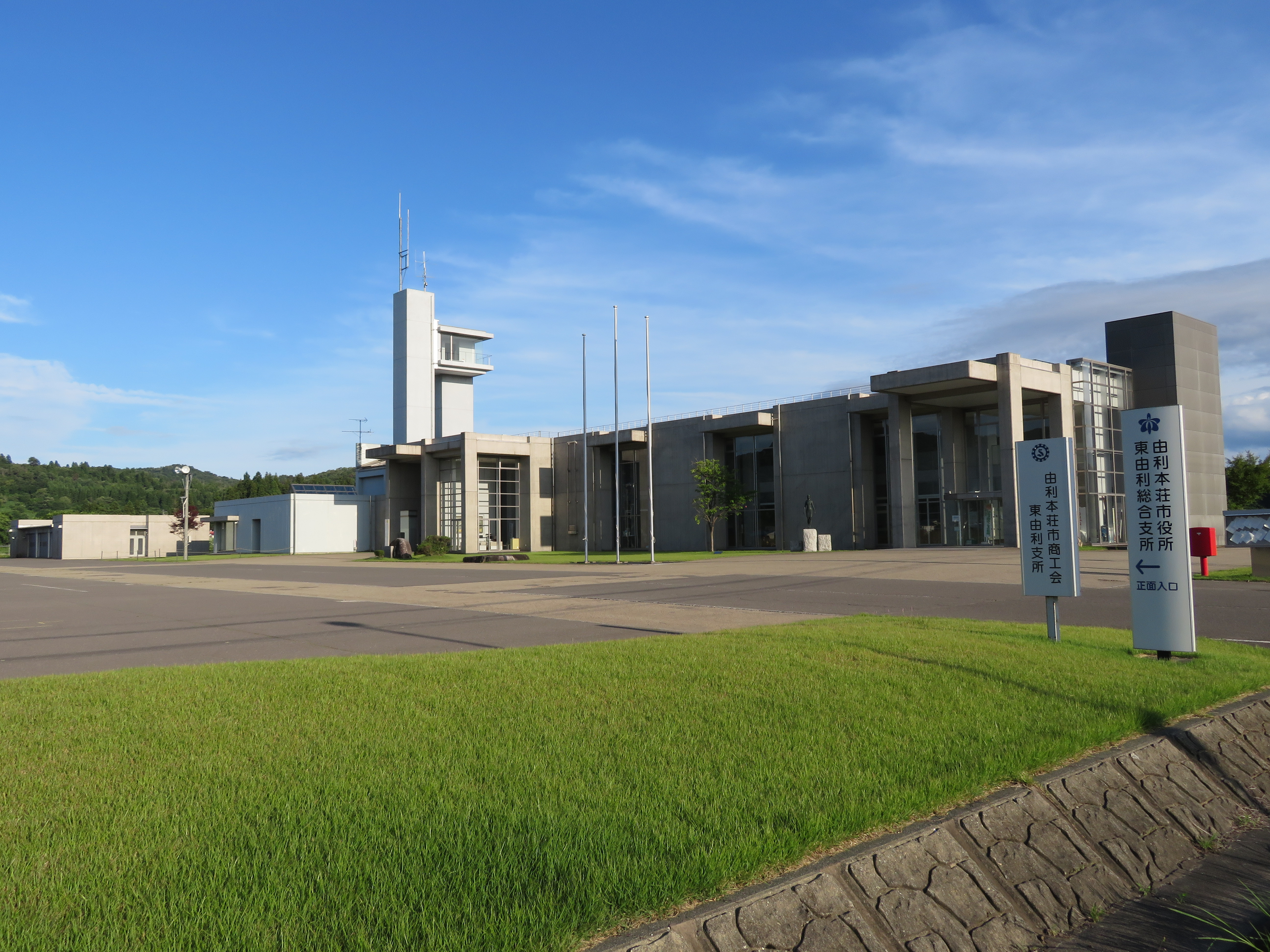
東由利総合支所（旧東由利町役場）
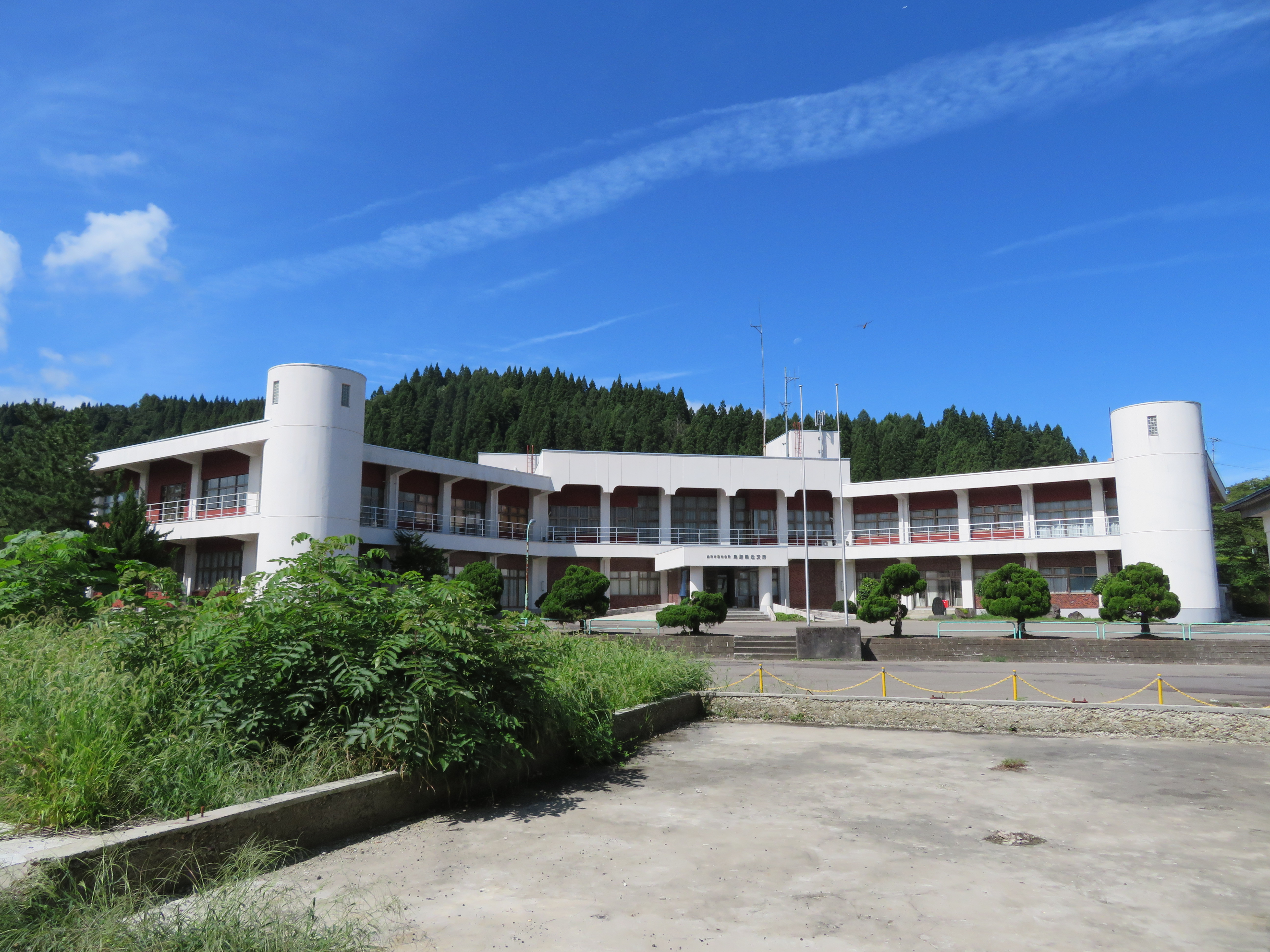
鳥海総合支所（旧鳥海町役場）
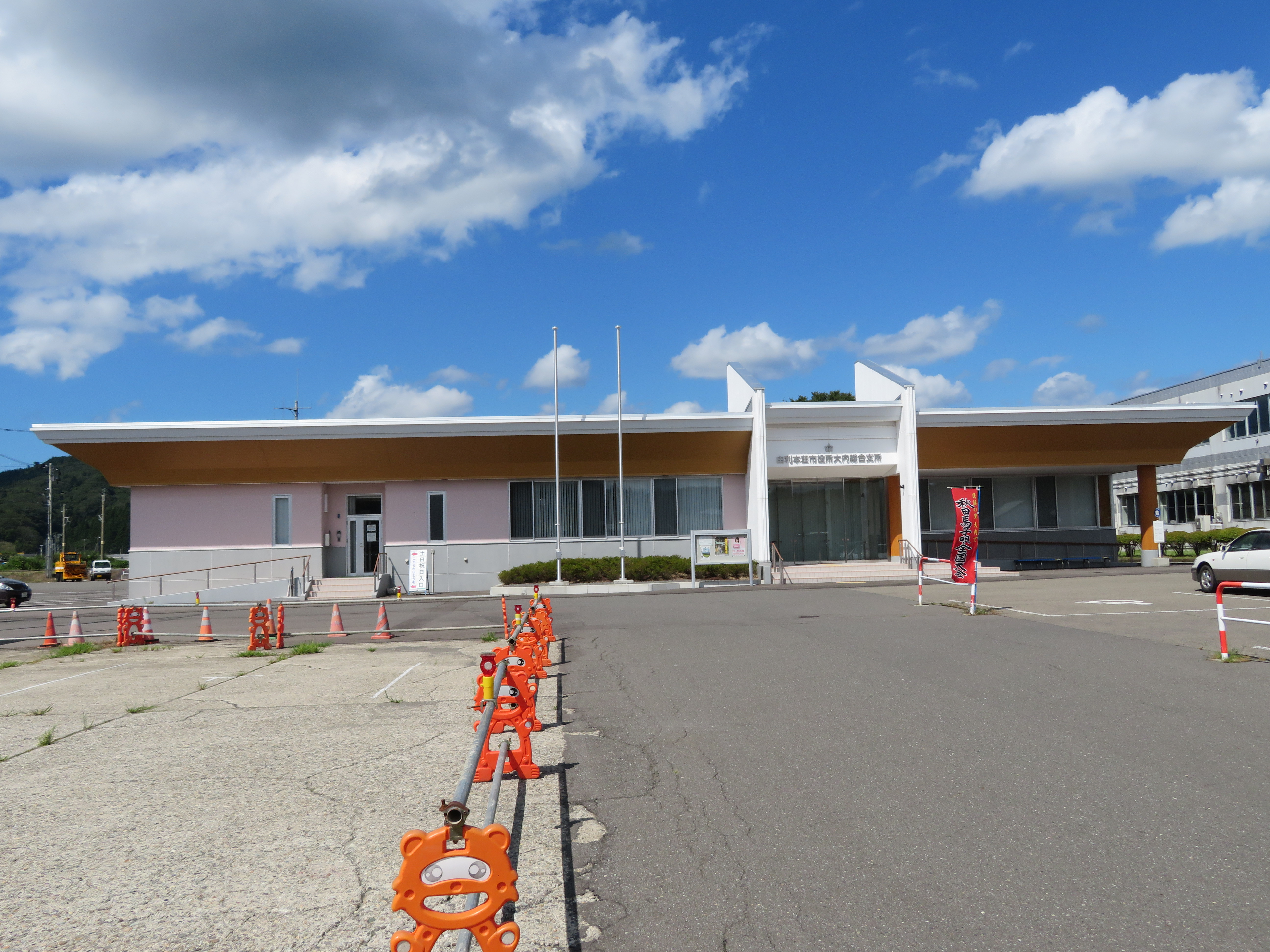
大内総合支所
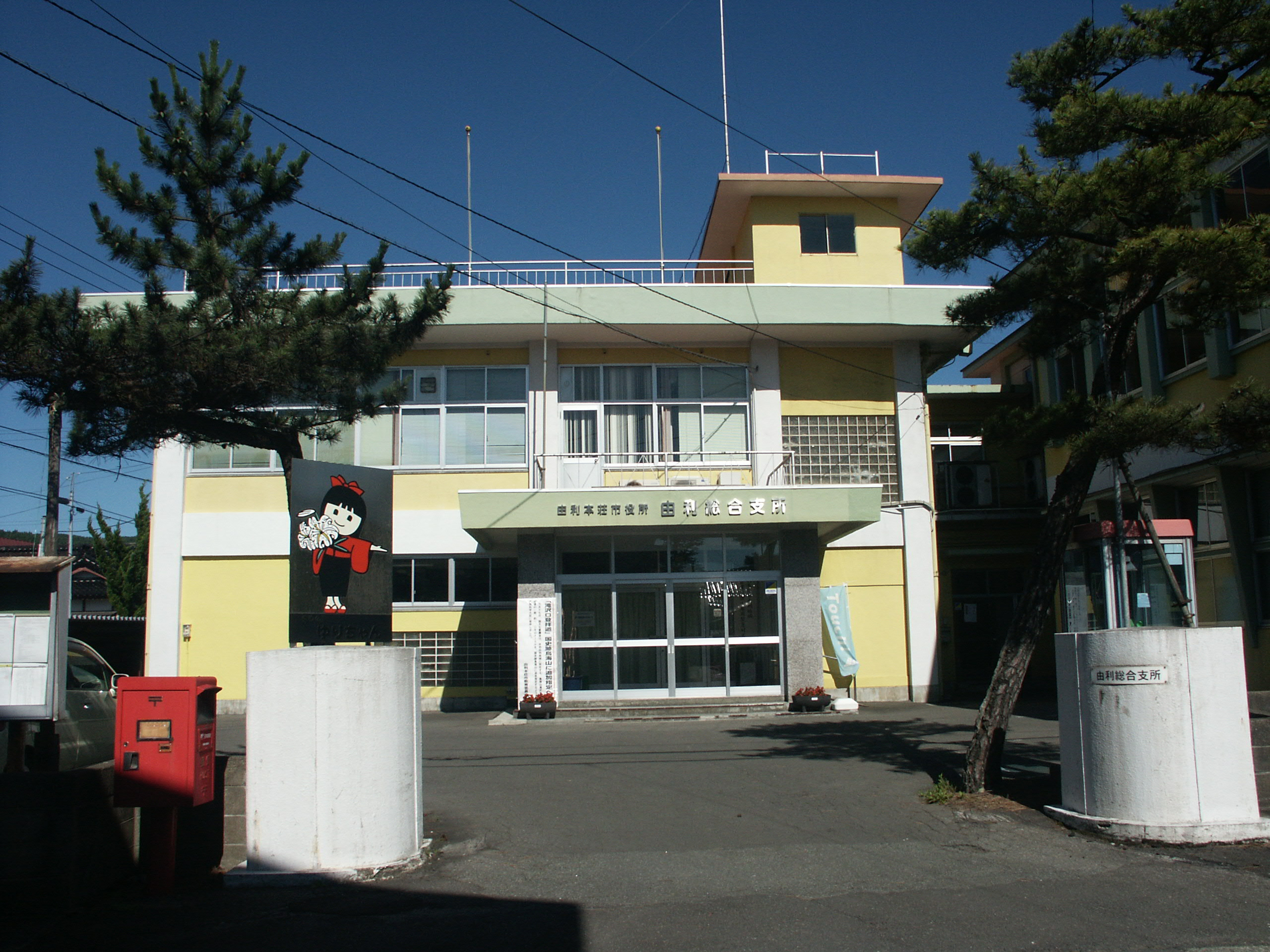
由利総合支所（旧庁舎）（旧由利町役場）

### 地域振興局
- 秋田県由利地域振興局（本荘地区）

### 警察
- 本荘地区に由利本荘警察署を置く。
- 矢島地区に由利本荘警察署 矢島幹部交番が置かれている。（平成17年3月31日までは矢島警察署であったものを幹部交番化した。）

### 消防
- 由利本荘市消防本部
  - 本荘消防署 - 岩城分署、大内分署、東由利分署、西目分署
  - 矢島消防署 - 由利分署、鳥海分署

### 医療・福祉

#### 緊急病院
- 由利組合総合病院
- 本荘第一病院
- 佐藤病院

#### その他
- 国立病院機構あきた病院
- 由利本荘医師会病院

### 郵便

#### 集配局
- 本荘郵便局（ゆうゆう窓口設置局）
- 岩城郵便局
- 岩谷郵便局
- 老方郵便局
- 笹子郵便局
- 鳥海郵便局
- 中田代郵便局
- 矢島郵便局
- 由利郵便局

#### 無集配郵便局
- 石脇郵便局
- 北内越郵便局
- 松ケ崎郵便局
- 子吉郵便局
- 羽後小友郵便局
- 本荘駅前郵便局
- 石沢郵便局

- 玉米郵便局
- 宿郵便局
- 西滝沢郵便局
- 直根郵便局
- 西目郵便局
- 新沢郵便局
- 亀田郵便局

#### 簡易郵便局
- 本荘竜巻簡易郵便局
- 玉ノ池簡易郵便局
- 上野簡易郵便局
- 蔵簡易郵便局
- 住吉簡易郵便局

- 吉沢簡易郵便局
- 鮎川簡易郵便局
- 海士剥簡易郵便局
- 孫七山簡易郵便局
- 新谷簡易郵便局

## 姉妹都市・提携都市

### 海外
- ハンガリー ヴァーツ市（ペシュト県）
1996年（平成8年）9月25日、友好交流都市提携。
- 大韓民国慶尚南道梁山市
1998年（平成10年）10月10日、友好交流協定を提携。
（日本領竹島を巡る領有権問題で交流が凍結）
- 中華人民共和国江蘇省無錫市
2001年（平成13年）7月6日、友好交流都市提携。

### 国内
- 香川県丸亀市（旧矢島町との提携を引き継ぐ・観光協会同士の観光交流協定）
2014年（平成26年）2月7日、友好都市提携。あわせて災害時応援協定が締結された[9]。
- 福島県いわき市（旧岩城町との提携を引き継ぐ）
- 香川県高松市（旧矢島町との提携を引き継ぐ）
- 長野県佐久市（旧矢島町との提携を引き継ぐ）

## 地域

### 人口
| |                                            |  |
| 由利本荘市と全国の年齢別人口分布（2005年） | 由利本荘市の年齢・男女別人口分布（2005年） |  |
| ■紫色 ― 由利本荘市 ■緑色 ― 日本全国 | ■青色 ― 男性 ■赤色 ― 女性                  |  |
| 由利本荘市（に相当する地域）の人口の推移 \| 1970年（昭和45年） \| 95,428人 \| \| \| 1975年（昭和50年） \| 94,029人 \| \| \| 1980年（昭和55年） \| 95,748人 \| \| \| 1985年（昭和60年） \| 96,589人 \| \| \| 1990年（平成2年） \| 95,489人 \| \| \| 1995年（平成7年） \| 94,410人 \| \| \| 2000年（平成12年） \| 92,843人 \| \| \| 2005年（平成17年） \| 89,555人 \| \| \| 2010年（平成22年） \| 85,229人 \| \| \| 2015年（平成27年） \| 79,927人 \| \| \| 2020年（令和2年） \| 74,707人 \| \| |                                            |  |
| 総務省統計局 国勢調査より |                                            |  |
| 1970年（昭和45年） | 95,428人                                   |  |
| 1975年（昭和50年） | 94,029人                                   |  |
| 1980年（昭和55年） | 95,748人                                   |  |
| 1985年（昭和60年） | 96,589人                                   |  |
| 1990年（平成2年） | 95,489人                                   |  |
| 1995年（平成7年） | 94,410人                                   |  |
| 2000年（平成12年） | 92,843人                                   |  |
| 2005年（平成17年） | 89,555人                                   |  |
| 2010年（平成22年） | 85,229人                                   |  |
| 2015年（平成27年） | 79,927人                                   |  |
| 2020年（令和2年） | 74,707人                                   |  |

### 教育

#### 大学

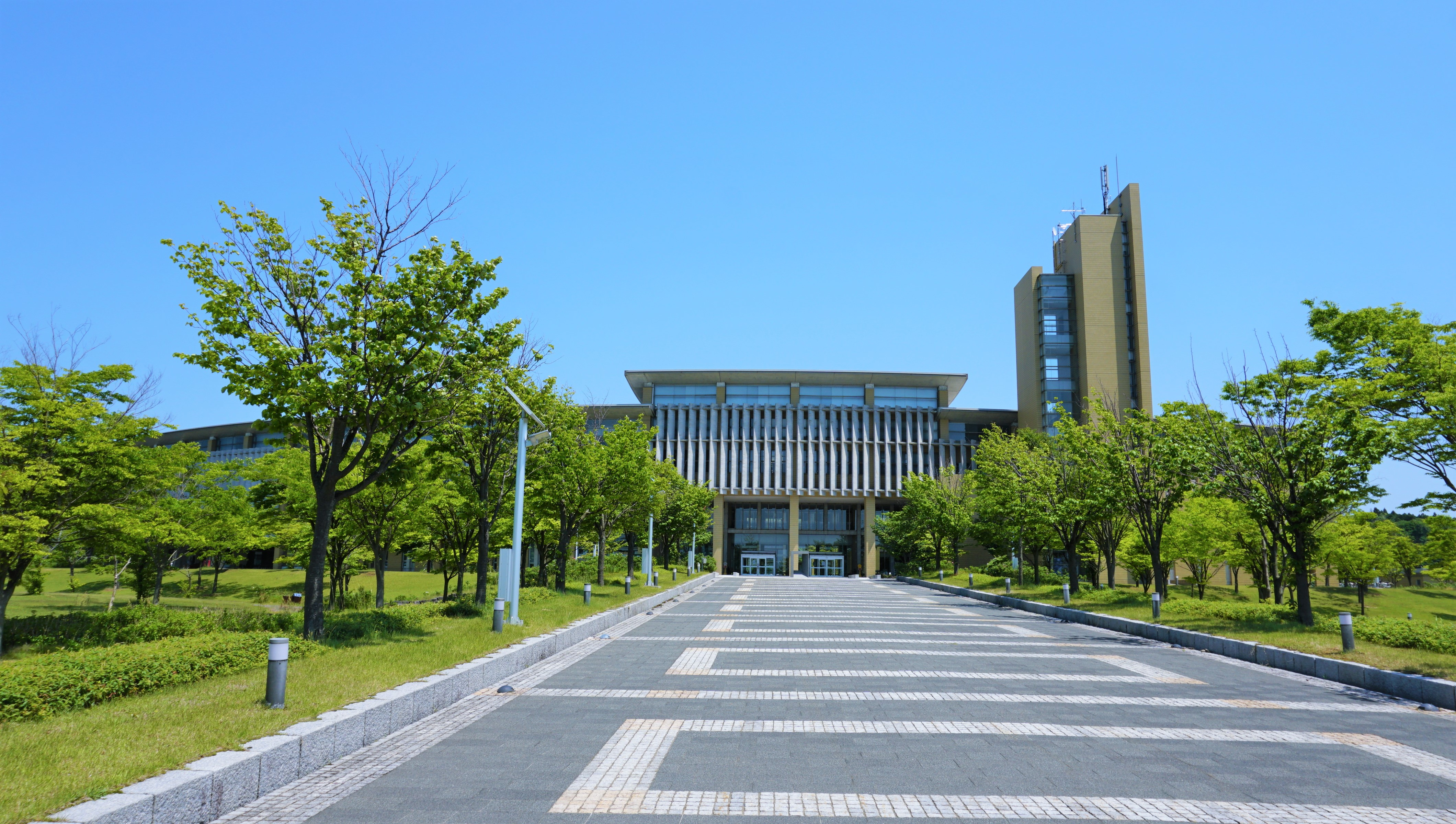
秋田県立大学本荘キャンパス

- 秋田県立大学：システム科学技術学部

#### 高等学校
- 秋田県立本荘高等学校

1902年に旧制の秋田県立本荘中学校として創立した共学の進学校。ボートが校技となっている。
- 秋田県立由利高等学校
- 秋田県立由利工業高等学校
- 秋田県立矢島高等学校
- 秋田県立西目高等学校

#### 特別支援学校
- 秋田県立ゆり支援学校

#### 中学校
- 由利本荘市立本荘南中学校
- 由利本荘市立本荘北中学校
- 由利本荘市立本荘東中学校
- 由利本荘市立矢島中学校
- 由利本荘市立岩城中学校

- 由利本荘市立由利中学校
- 由利本荘市立大内中学校
- 由利本荘市立東由利中学校
- 由利本荘市立西目中学校
- 由利本荘市立鳥海中学校

#### 小学校
- 由利本荘市立新山小学校
- 由利本荘市立鶴舞小学校
- 由利本荘市立尾崎小学校
- 由利本荘市立子吉小学校
- 由利本荘市立小友小学校
- 由利本荘市立矢島小学校

- 由利本荘市立由利小学校
- 由利本荘市立岩谷小学校
- 由利本荘市立大内小学校
- 由利本荘市立東由利小学校
- 由利本荘市立西目小学校
- 由利本荘市立鳥海小学校
- 由利本荘市立岩城小学校

## 産業

### 漁業
- 道川漁港
- 松ヶ崎漁港
- 本荘漁港
- 西目漁港

### 由利本荘市に本社・本店を置く企業
- 秋田プリマ食品
- TDK秋田　東サイト、西サイトが有り　TDK㈱と同居　従業員総数1000人超
- 天寿酒造
- 雪の茅舎醸造元 齋彌酒造店

### 特産品
- 本荘ごてんまり : 江戸時代に、本荘藩の奥女中が作り始めたとされる工芸品。
- 秋田由利牛
- フランス鴨
- 本荘うどん : 一説には、稲庭うどんのルーツともされ、秋田県では、最も古い歴史を持つうどん。
- 本荘ハムフライ : B級グルメ。昭和40年代にさかんに食されたが、近年、復活し親しまれている。

### 金融機関

#### 市内に本店を置く金融機関
- 秋田しんせい農業協同組合 - 指定金融機関
- 羽後信用金庫

#### その他の市内所在の金融機関
- 秋田銀行
- 北都銀行
- 山形銀行
- きらやか銀行
- 東北労働金庫
- 日本郵便運営各郵便局の貯金窓口（ゆうちょ銀行の銀行代理店）

#### 市内所在の株式仲買人
- 荘内証券本荘営業所

### その他
- 鮎川油ガス田（石油資源開発）
- 由利原油ガス田（同上）
- 洋上風力発電所（名称未定） - 由利本荘市の沖合は、国により洋上風力発電の整備を優先的に進める促進区域に指定されている。2021年には三菱商事と中部電力の子会社などの共同事業体が事業者になることが決定しており、今後、風車の設置が進められ、2028年以降に発電が開始される見込み[10]。

## マスメディア

### 放送局
- 由利本荘市CATVセンター（旧大内町）

## 交通

### 鉄道路線
- 東日本旅客鉄道

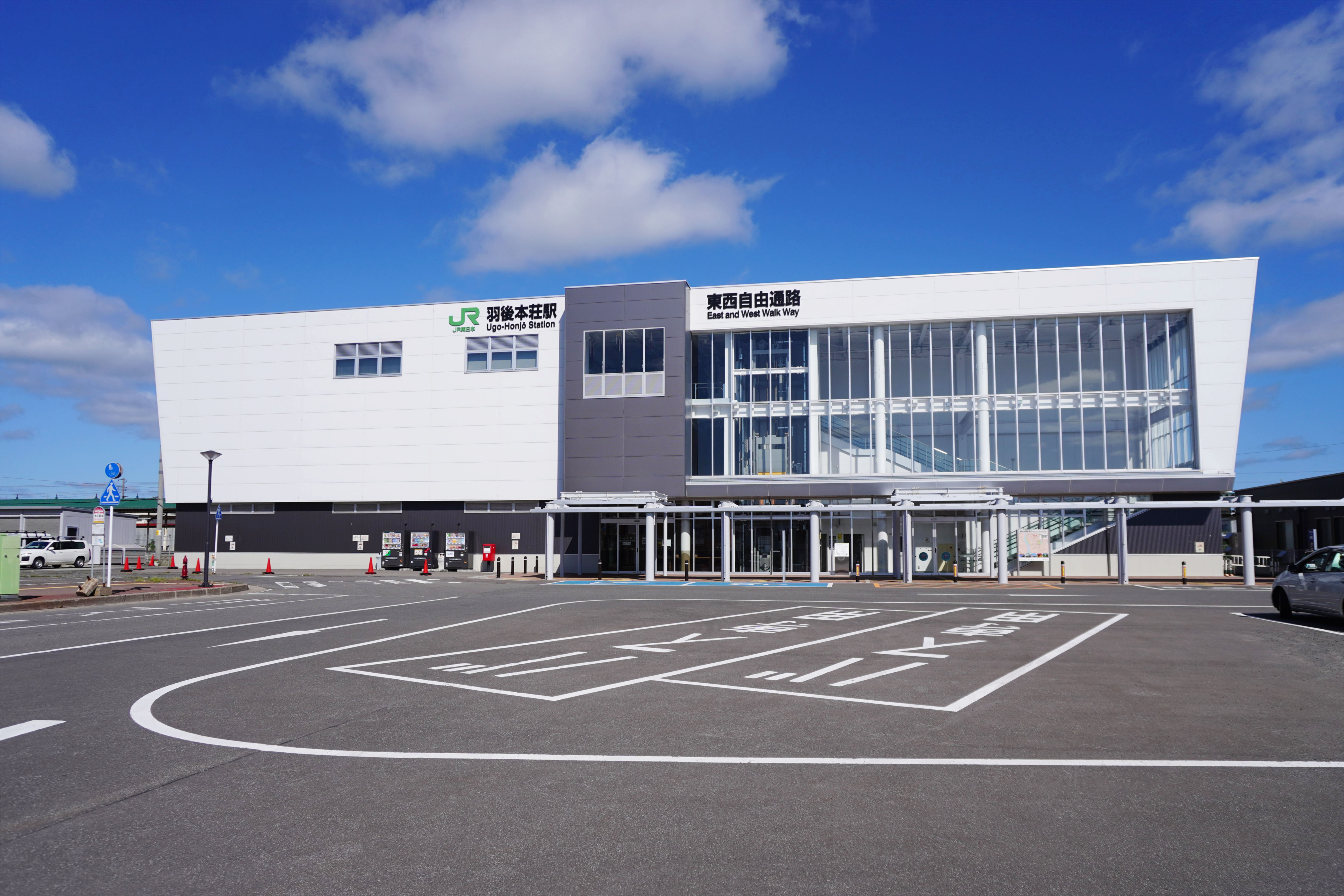
羽後本荘駅

  - 羽越本線：西目駅 - 羽後本荘駅 - 羽後岩谷駅 - 折渡駅 - 羽後亀田駅 - 岩城みなと駅 - 道川駅
- 由利高原鉄道（全線市内）
  - 鳥海山ろく線：羽後本荘駅 - 薬師堂駅 - 子吉駅 - 鮎川駅 - 黒沢駅 - 曲沢駅 - 前郷駅 - 久保田駅 - 西滝沢駅 - 吉沢駅 - 川辺駅 - 矢島駅

- 中心となる駅：羽後本荘駅

### バス
- 羽後交通
  - 本荘自動車営業所
  - 矢島案内所
- 由利本荘市コミュニティバス

### 道路

#### 高速道路
- E7 日本海東北自動車道 : （にかほ市） - (PA)西目PA - (14) 本荘IC - (14-1)大内JCT - (14-2)松ヶ崎亀田IC - (15)岩城IC - （秋田市）

#### 地域高規格道路
- 本荘大曲道路（岩谷道路） : (14-1)大内JCT - (1) 大内IC

#### 一般国道
- 国道7号
- 国道105号
- 国道107号
- 国道108号
- 国道341号
- 国道398号

#### 主要地方道
- 秋田県道9号秋田雄和本荘線
- 秋田県道10号本荘西仙北角館線（由利本荘市内は全区間県道9号と重複）
- 秋田県道29号横手大森大内線
- 秋田県道30号神岡南外東由利線
- 秋田県道32号仁賀保矢島館合線
- 秋田県道34号羽後向田館合線
- 秋田県道43号本荘西目線
- 秋田県道44号雄和岩城線
- 秋田県道48号横手東由利線
- 秋田県道49号本荘大内線
- 秋田県道57号十文字羽後鳥海線
- 秋田県道58号象潟矢島線
- 秋田県道69号本荘岩城線
- 秋田県道70号鳥海矢島線

#### 一般県道
- 秋田県道165号羽後本荘停車場線
- 秋田県道171号前郷停車場線
- 秋田県道284号楢渕横渡線
- 秋田県道285号冬師西目線
- 秋田県道287号南由利原鮎川線
- 秋田県道291号大川端伏見線
- 秋田県道293号西滝沢館線
- 秋田県道296号院内孫七山線
- 秋田県道312号長岡冬師城内線

#### 道の駅
- 岩城（国道7号）
- にしめ（国道7号）
- おおうち（国道105号）
- 東由利（国道107号）
- 清水の里・鳥海郷（国道108号）

### 港湾
- 本荘港

## 観光

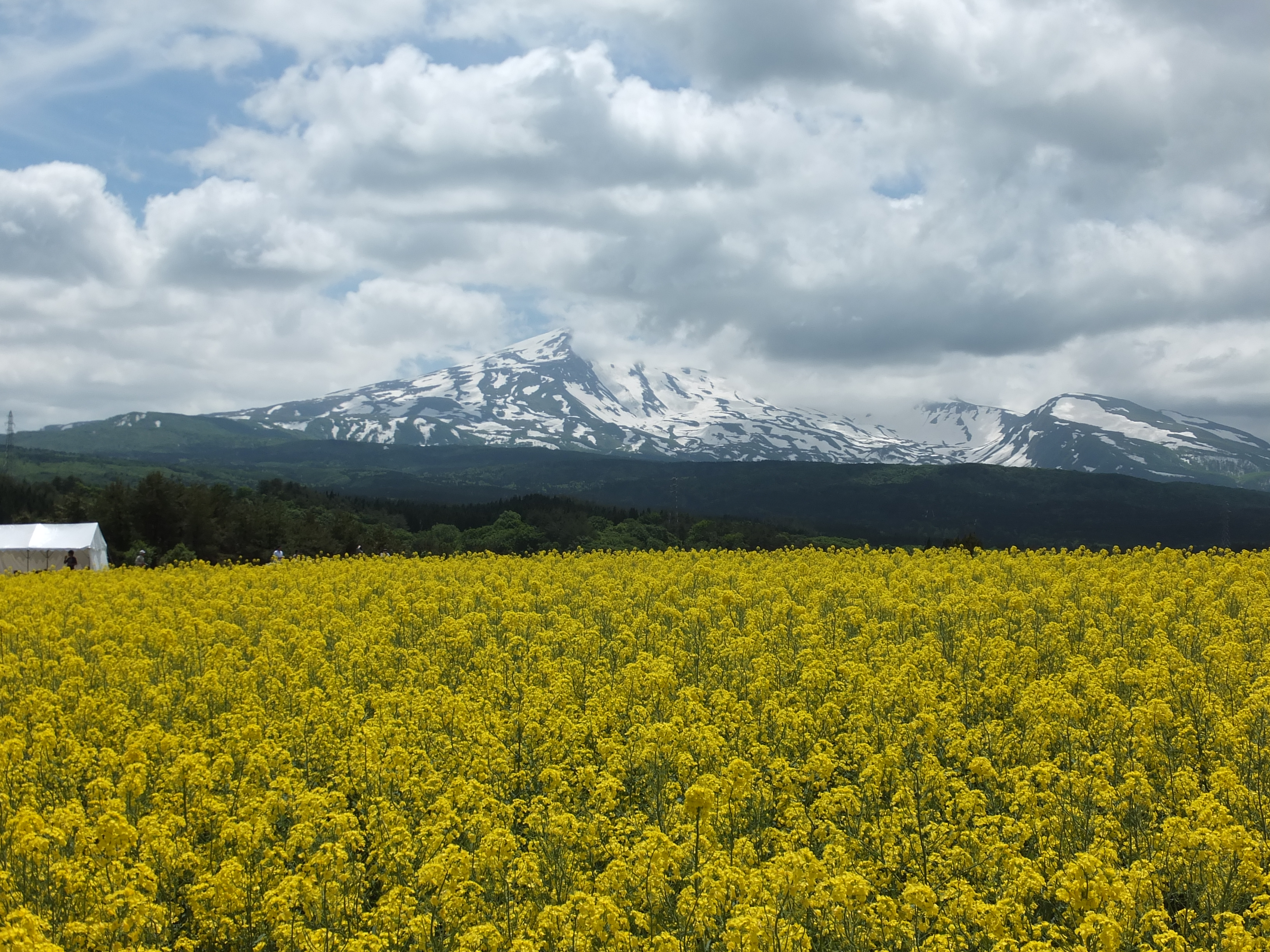
鳥海山と菜の花畑

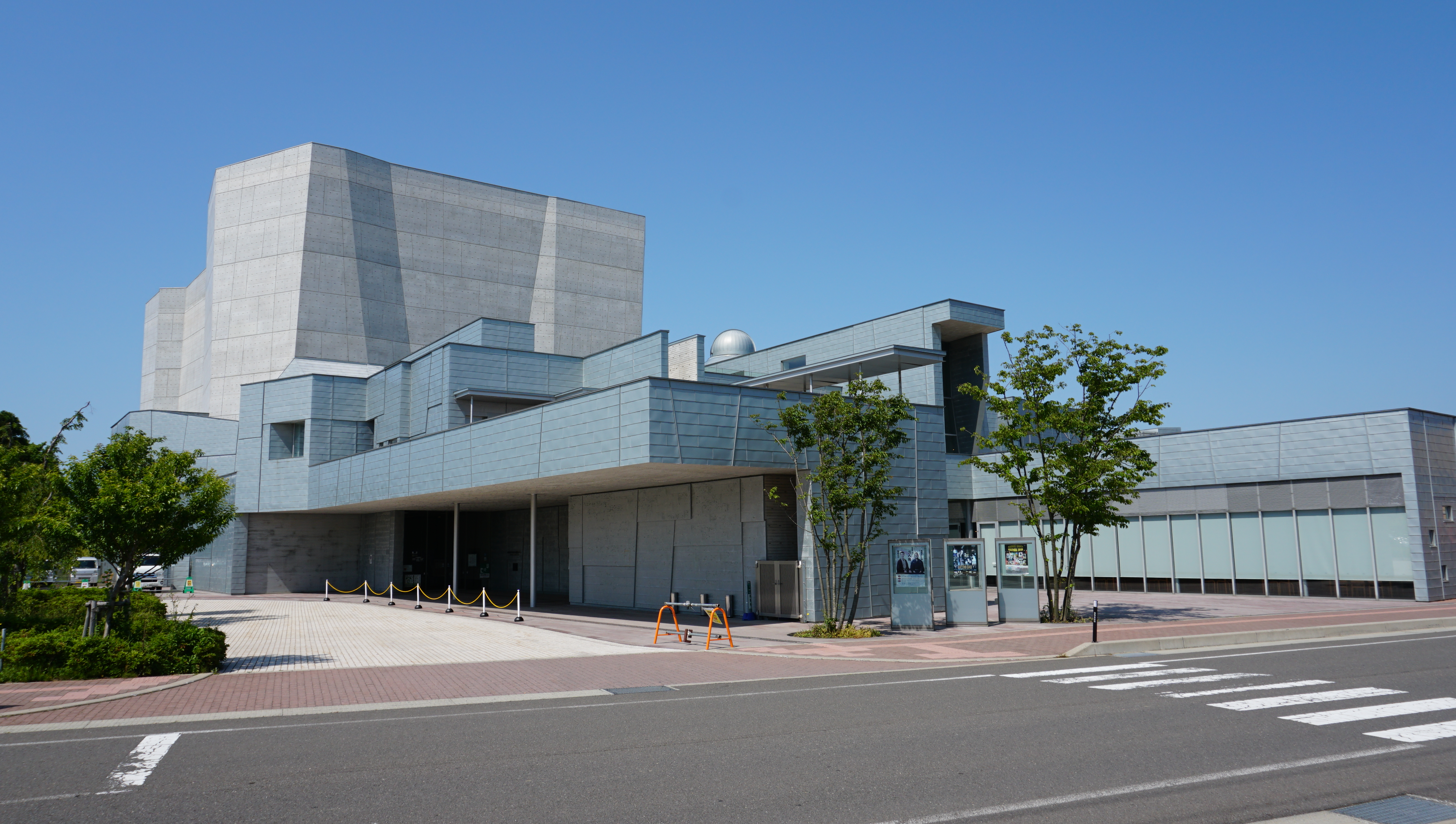
由利本荘市文化交流館 カダーレ

- 本荘マリーナ海水浴場（みなとオアシス併設）
- 本荘公園（本荘城跡）
- 鶴舞温泉
- 天鷺村
- 亀田城佐藤八十八美術館
- 望海の丘
- 道川海水浴場
- 秋田県立岩城少年自然の家
- ロケット発祥の地（道川地区）
- 南由利原高原
- 南由利原青少年旅行村
- 鳥海高原花立牧場
- 法体の滝（日本の滝百選）
- 西目海水浴場
- ハーブワールドAKITA
- 赤田大仏
- 本荘由利総合運動公園
  - 水林球場
  - 水林陸上競技場
- 由利本荘アリーナ
- 由利本荘市総合体育館
- 鳥海球場
- 西目カントリーパークサッカー場
- 鳥海高原矢島スキー場
- 長坂スキー場
- 太平スキー場
- 鳥海オコジョランドスキー場
- 秋田県立総合射撃場
- 由利本荘市文化交流館 カダーレ
- 土田家住宅
- 旧鮎川小学校（2018年7月1日、鳥海山木のおもちゃ美術館として再整備し開館）
- かすみ温泉

## 祭事・催事
- 新山神社裸まいり（石脇地域 1月）
- 旧藩祭（亀田地域 7月）
- 赤田大仏祭り（赤田地域 8月）
- 矢島八朔まつり（矢島地域 9月）
- 本荘八幡神社祭典（大名行列 本荘地域 9月）
- Mt.鳥海バイシクルクラシック（7月）
- 菖蒲カーニバル（7月）
- 本荘川まつり花火大会（7月）
- ボート大会「子吉川レガッタ」（9月）
- 全国ごてんまりコンクール （10月）

## 出身有名人
- 植村伴次郎（東北新社創業者[11]）
- あべ十全（ローカルタレント、由利本荘市議会議員）
- 上野季三郎（元宮内省大膳頭）
- 小松耕輔（作曲家）
- 小松平五郎（作曲家）
- 村岡兼造（元衆議院議員）
- 村岡兼幸（実業家、元政治活動家）
- 村岡敏英（衆議院議員）
- 伊藤秀志（ローカルタレント）
- 加藤夏希（女優、モデル）
- 生駒里奈（女優、タレント、乃木坂46 元メンバー）[12]
- 加藤良三（元プロ野球コミッショナー）
- 小松晃（元日本代表サッカー選手）
- 仁部智（元広島東洋カープ）
- 土田誠一（論理学者、郷土史家）
- 土田正顕（東京証券取引所初代社長）
- 鷲谷亘（元セントラル・リーグ審判員）
- 工藤幹夫（元日本ハムファイターズ）
- 五十嵐俊幸 (プロボクサー)
- 黒木玄（数学者）
- 佐々木瞳（元テレビユー山形アナウンサー）
- 渡部秀（俳優）
- 國光鉄太郎（大相撲・元十両）
- 光風貞太郎（大相撲・元小結）旧子吉村
- 男嶌舟藏（大相撲・元前頭）
- 今野隼史（漫画家、イラストレーター）
- 岡本理絵（声優）
- 金子利喜男（法学者）
- 斎藤寅次郎（映画監督）
- 豊島近（生物学者）
- 山浅龍之介（プロ野球選手）
- 茜屋日海夏（声優、歌手）
- バリトン伊藤（ローカルタレント）
- 2代目浅野梅若（民謡歌手）

## 市外局番
- 市外局番 : にかほ市と共通の0184。